# Perla Liberatori
Perla Liberatori, née le 10 novembre 1981 à Rome, est une actrice italienne de doublage. 

## Biographie
Elle est connue pour être la voix du personnage Stella dans la série animée Winx Club, et de Sophie Casterwill dans Huntik: À la recherche des Titans. Elle double également la voix des actrices Hilary Duff et Scarlett Johansson en italien. 